# کرملین پلات
توطئه کرملین (روسی: Кремлёвское дело) یک پرونده جنایی مربوط به سال ۱۹۳۵ در اتحاد جماهیر شوروی دربارهٔ یک سوء قصد به جان ژوزف استالین است که پیش از پاکسازی بزرگ رخ داد.
در مارس ۱۹۳۵، میخائیل چرنیاوسکی، توطئه‌گر اصلی، اعتراف کرد که او بخشی از یک نقشه ترور «تروریستی» بوده که پس از ماجرای کیروف سازماندهی شده بود، با این باور که امنیت ضعیف در کرملین می‌تواند توطئه‌گران را قادر سازد تا تپانچه‌ها را قاچاقی وارد کرده و به استالین شلیک کنند. هیچ مدرکی نشان نمی‌دهد که چرنیاوسکی شکنجه شده باشد، اما او متقاعد شد که اعتراف کند که ظاهراً توسط یک تروتسکیست آمریکایی به نام رایاسکین، زمانی که در خارج از کشور در موسسه فناوری ماساچوست (MIT) تحصیل می‌کرد، استخدام شده است.

## طرح
پس از ترور سرگئی کیروف در دسامبر ۱۹۳۴، تحقیقات در اوایل سال ۱۹۳۵ منجر به کشف توطئه‌ای برای ترور ژوزف استالین شد، علاوه بر این، اقدامات امنیتی ضعیفی برای کرملین و انتقادات شدید از استالین از سوی کارکنان کرملین نیز وجود داشت.
در مجموع، ۱۱۰ نفر توسط NKVD مورد بازجویی قرار گرفتند و تنها شش نفر از آنها اعترافات قابل توجهی به دخالت خود کردند. توطئه‌گر اصلی میخائیل چرنیاوسکی، افسر اداره چهارم ارتش بود که هنگام تحصیل مخفیانه شیمی در موسسه فناوری ماساچوست، ایمان کمونیستی خود را از دست داد. او متقاعد شد که اقتصاد فرماندهی استالینیستی هرگز نمی‌تواند با سرمایه‌داری آمریکایی رقابت کند و جایگزینی استالین به عنوان رهبر شوروی ضروری است. در ۲۶ مارس، او اعتراف کرد که بخشی از یک نقشه ترور «تروریستی» بوده است که پس از ماجرای کیروف سازماندهی شده بود، با این باور که امنیت به همان اندازه ضعیف در کرملین می‌تواند آنها را قادر به قاچاق تپانچه و تیراندازی به استالین کند. هیچ مدرکی نشان نمی‌دهد که او شکنجه شده باشد، اما او متقاعد شد که اعتراف کند که ظاهراً توسط یک تروتسکیست آمریکایی به نام رایاسکین در زمانی که در آمریکا بوده، استخدام شده است. وقتی دو روز بعد در مورد جزئیات از او سؤال شد، نتوانست هیچ مدرکی ارائه دهد. در میان دستگیرشدگان، نیکولای روزنفلد، برادر لو کامنف و برادرزاده‌اش، مهندس نیروگاه مسکو، نیز حضور داشت.
فشار برای اعدام توطئه‌گران از سوی ان کی وی دی و رئیس آن، گنریخ یاگودا، اعمال می‌شد، نه از سوی خود استالین. برخلاف توافق کوتاه بعدی‌اش با درخواست‌های اعدام، استالین تنها با اعدام دو نفر از مجموع بیست و شش نفری که مرگشان درخواست شده بود، موافقت کرد. یکی میخائیل چرنیاوسکی و دیگری الکسی سینلوبوف، معاون فرمانده کرملین، بود که حکمش بعداً به ۱۰ سال زندان کاهش یافت.

## پیامدها
همراه با تحقیقات، در ماه فوریه، آول ینوکیدزه، دبیر وقت کمیته اجرایی مرکزی سراسری روسیه، از سمتی که قرار بود امنیت کرملین را تضمین کند، برکنار شد. رودولف آگوستوویچ پترسون نیز به دلیل این پرونده، سمت خود را از دست داد. در ۲۱ مارس، دفتر سیاسی «گزارش کمیته مرکزی حزب کمونیست سراسری بلشویک‌ها در مورد دستگاه کمیته اجرایی مرکزی اتحاد جماهیر شوروی و رفیق ینوکیدزه» را برای اعضای کمیته مرکزی و کمیسیون‌های حزب و کنترل شوروی ارسال کرد. این گزارش توسط نیکولای یژوف ارائه شد. در این گزارش، آول ینوکیدزه به عدم هوشیاری سیاسی کافی متهم شد. همچنین ادعا شد که در این سوءقصد، کامنف، زینوویف، تروتسکی و همچنین منشویک‌ها و گارد سفید نیز دخیل بوده‌اند.
در ۴ مه، ژوزف استالین در کرملین برای فارغ التحصیلان آکادمی‌های ارتش سرخ سخنرانی کرد و در آن به گلوله‌های چرنیاوسکی اشاره کرد و گفت: «این رفقا همیشه خود را به انتقاد و مقاومت منفعلانه محدود نمی‌کردند. آنها تهدید می‌کردند که در حزب علیه کمیته مرکزی شورش به پا خواهند کرد. علاوه بر این، برخی از ما را با گلوله تهدید کردند. بدیهی است که آنها روی ترساندن ما و مجبور کردن ما به رویگردانی از مسیر لنینیستی حساب باز کرده بودند.»

## تحقیقات مرتبط
تحقیقات مرتبط توسط سوتلانا لوخووا انجام شد، که کاوش‌های او در بایگانی‌های حجیم شوروی، انگیزه‌های استالین را قبل از پاکسازی بزرگ روشن کرد.